# Слабке поле (шахи)
Слабке поле, також слабкий пункт — в шахах поле, яке не може бути атаковане своїм пішаком. Є одним з ключових понять у шаховій стратегії й тактиці. Пункт прийнято називати слабким для гравця, якщо гравець це поле не може атакувати своїм пішаком, в той час як цей пункт для суперника вважається сильним.
Також слабким вважається пункт, який хоч і може бути атакований пішаком, але така атака пов'язана з різким погіршенням позиції.
У ширшому сенсі — поле, доступне для вторгнення фігур суперника.

## Типові приклади слабких полів
|   | a | b | c | d | e | f | g | h |   |
| 8 | b8 чорний король · d8 чорна тура · e8 чорна тура · a7 чорний пішак · c7 чорний пішак · f7 чорний пішак · h7 чорний пішак · a6 білий ферзь · b6 чорний пішак · e6 чорний пішак · g6 чорний пішак · h5 чорний ферзь · e4 білий пішак · g4 чорний слон · c3 білий пішак · e3 білий слон · g3 білий пішак · a2 білий пішак · b2 білий пішак · f2 білий пішак · g2 білий король · h2 білий пішак · a1 біла тура · f1 біла тура | b8 чорний король · d8 чорна тура · e8 чорна тура · a7 чорний пішак · c7 чорний пішак · f7 чорний пішак · h7 чорний пішак · a6 білий ферзь · b6 чорний пішак · e6 чорний пішак · g6 чорний пішак · h5 чорний ферзь · e4 білий пішак · g4 чорний слон · c3 білий пішак · e3 білий слон · g3 білий пішак · a2 білий пішак · b2 білий пішак · f2 білий пішак · g2 білий король · h2 білий пішак · a1 біла тура · f1 біла тура | b8 чорний король · d8 чорна тура · e8 чорна тура · a7 чорний пішак · c7 чорний пішак · f7 чорний пішак · h7 чорний пішак · a6 білий ферзь · b6 чорний пішак · e6 чорний пішак · g6 чорний пішак · h5 чорний ферзь · e4 білий пішак · g4 чорний слон · c3 білий пішак · e3 білий слон · g3 білий пішак · a2 білий пішак · b2 білий пішак · f2 білий пішак · g2 білий король · h2 білий пішак · a1 біла тура · f1 біла тура | b8 чорний король · d8 чорна тура · e8 чорна тура · a7 чорний пішак · c7 чорний пішак · f7 чорний пішак · h7 чорний пішак · a6 білий ферзь · b6 чорний пішак · e6 чорний пішак · g6 чорний пішак · h5 чорний ферзь · e4 білий пішак · g4 чорний слон · c3 білий пішак · e3 білий слон · g3 білий пішак · a2 білий пішак · b2 білий пішак · f2 білий пішак · g2 білий король · h2 білий пішак · a1 біла тура · f1 біла тура | b8 чорний король · d8 чорна тура · e8 чорна тура · a7 чорний пішак · c7 чорний пішак · f7 чорний пішак · h7 чорний пішак · a6 білий ферзь · b6 чорний пішак · e6 чорний пішак · g6 чорний пішак · h5 чорний ферзь · e4 білий пішак · g4 чорний слон · c3 білий пішак · e3 білий слон · g3 білий пішак · a2 білий пішак · b2 білий пішак · f2 білий пішак · g2 білий король · h2 білий пішак · a1 біла тура · f1 біла тура | b8 чорний король · d8 чорна тура · e8 чорна тура · a7 чорний пішак · c7 чорний пішак · f7 чорний пішак · h7 чорний пішак · a6 білий ферзь · b6 чорний пішак · e6 чорний пішак · g6 чорний пішак · h5 чорний ферзь · e4 білий пішак · g4 чорний слон · c3 білий пішак · e3 білий слон · g3 білий пішак · a2 білий пішак · b2 білий пішак · f2 білий пішак · g2 білий король · h2 білий пішак · a1 біла тура · f1 біла тура | b8 чорний король · d8 чорна тура · e8 чорна тура · a7 чорний пішак · c7 чорний пішак · f7 чорний пішак · h7 чорний пішак · a6 білий ферзь · b6 чорний пішак · e6 чорний пішак · g6 чорний пішак · h5 чорний ферзь · e4 білий пішак · g4 чорний слон · c3 білий пішак · e3 білий слон · g3 білий пішак · a2 білий пішак · b2 білий пішак · f2 білий пішак · g2 білий король · h2 білий пішак · a1 біла тура · f1 біла тура | b8 чорний король · d8 чорна тура · e8 чорна тура · a7 чорний пішак · c7 чорний пішак · f7 чорний пішак · h7 чорний пішак · a6 білий ферзь · b6 чорний пішак · e6 чорний пішак · g6 чорний пішак · h5 чорний ферзь · e4 білий пішак · g4 чорний слон · c3 білий пішак · e3 білий слон · g3 білий пішак · a2 білий пішак · b2 білий пішак · f2 білий пішак · g2 білий король · h2 білий пішак · a1 біла тура · f1 біла тура | 8 |
| 7 | b8 чорний король · d8 чорна тура · e8 чорна тура · a7 чорний пішак · c7 чорний пішак · f7 чорний пішак · h7 чорний пішак · a6 білий ферзь · b6 чорний пішак · e6 чорний пішак · g6 чорний пішак · h5 чорний ферзь · e4 білий пішак · g4 чорний слон · c3 білий пішак · e3 білий слон · g3 білий пішак · a2 білий пішак · b2 білий пішак · f2 білий пішак · g2 білий король · h2 білий пішак · a1 біла тура · f1 біла тура | b8 чорний король · d8 чорна тура · e8 чорна тура · a7 чорний пішак · c7 чорний пішак · f7 чорний пішак · h7 чорний пішак · a6 білий ферзь · b6 чорний пішак · e6 чорний пішак · g6 чорний пішак · h5 чорний ферзь · e4 білий пішак · g4 чорний слон · c3 білий пішак · e3 білий слон · g3 білий пішак · a2 білий пішак · b2 білий пішак · f2 білий пішак · g2 білий король · h2 білий пішак · a1 біла тура · f1 біла тура | b8 чорний король · d8 чорна тура · e8 чорна тура · a7 чорний пішак · c7 чорний пішак · f7 чорний пішак · h7 чорний пішак · a6 білий ферзь · b6 чорний пішак · e6 чорний пішак · g6 чорний пішак · h5 чорний ферзь · e4 білий пішак · g4 чорний слон · c3 білий пішак · e3 білий слон · g3 білий пішак · a2 білий пішак · b2 білий пішак · f2 білий пішак · g2 білий король · h2 білий пішак · a1 біла тура · f1 біла тура | b8 чорний король · d8 чорна тура · e8 чорна тура · a7 чорний пішак · c7 чорний пішак · f7 чорний пішак · h7 чорний пішак · a6 білий ферзь · b6 чорний пішак · e6 чорний пішак · g6 чорний пішак · h5 чорний ферзь · e4 білий пішак · g4 чорний слон · c3 білий пішак · e3 білий слон · g3 білий пішак · a2 білий пішак · b2 білий пішак · f2 білий пішак · g2 білий король · h2 білий пішак · a1 біла тура · f1 біла тура | b8 чорний король · d8 чорна тура · e8 чорна тура · a7 чорний пішак · c7 чорний пішак · f7 чорний пішак · h7 чорний пішак · a6 білий ферзь · b6 чорний пішак · e6 чорний пішак · g6 чорний пішак · h5 чорний ферзь · e4 білий пішак · g4 чорний слон · c3 білий пішак · e3 білий слон · g3 білий пішак · a2 білий пішак · b2 білий пішак · f2 білий пішак · g2 білий король · h2 білий пішак · a1 біла тура · f1 біла тура | b8 чорний король · d8 чорна тура · e8 чорна тура · a7 чорний пішак · c7 чорний пішак · f7 чорний пішак · h7 чорний пішак · a6 білий ферзь · b6 чорний пішак · e6 чорний пішак · g6 чорний пішак · h5 чорний ферзь · e4 білий пішак · g4 чорний слон · c3 білий пішак · e3 білий слон · g3 білий пішак · a2 білий пішак · b2 білий пішак · f2 білий пішак · g2 білий король · h2 білий пішак · a1 біла тура · f1 біла тура | b8 чорний король · d8 чорна тура · e8 чорна тура · a7 чорний пішак · c7 чорний пішак · f7 чорний пішак · h7 чорний пішак · a6 білий ферзь · b6 чорний пішак · e6 чорний пішак · g6 чорний пішак · h5 чорний ферзь · e4 білий пішак · g4 чорний слон · c3 білий пішак · e3 білий слон · g3 білий пішак · a2 білий пішак · b2 білий пішак · f2 білий пішак · g2 білий король · h2 білий пішак · a1 біла тура · f1 біла тура | b8 чорний король · d8 чорна тура · e8 чорна тура · a7 чорний пішак · c7 чорний пішак · f7 чорний пішак · h7 чорний пішак · a6 білий ферзь · b6 чорний пішак · e6 чорний пішак · g6 чорний пішак · h5 чорний ферзь · e4 білий пішак · g4 чорний слон · c3 білий пішак · e3 білий слон · g3 білий пішак · a2 білий пішак · b2 білий пішак · f2 білий пішак · g2 білий король · h2 білий пішак · a1 біла тура · f1 біла тура | 7 |
| 6 | b8 чорний король · d8 чорна тура · e8 чорна тура · a7 чорний пішак · c7 чорний пішак · f7 чорний пішак · h7 чорний пішак · a6 білий ферзь · b6 чорний пішак · e6 чорний пішак · g6 чорний пішак · h5 чорний ферзь · e4 білий пішак · g4 чорний слон · c3 білий пішак · e3 білий слон · g3 білий пішак · a2 білий пішак · b2 білий пішак · f2 білий пішак · g2 білий король · h2 білий пішак · a1 біла тура · f1 біла тура | b8 чорний король · d8 чорна тура · e8 чорна тура · a7 чорний пішак · c7 чорний пішак · f7 чорний пішак · h7 чорний пішак · a6 білий ферзь · b6 чорний пішак · e6 чорний пішак · g6 чорний пішак · h5 чорний ферзь · e4 білий пішак · g4 чорний слон · c3 білий пішак · e3 білий слон · g3 білий пішак · a2 білий пішак · b2 білий пішак · f2 білий пішак · g2 білий король · h2 білий пішак · a1 біла тура · f1 біла тура | b8 чорний король · d8 чорна тура · e8 чорна тура · a7 чорний пішак · c7 чорний пішак · f7 чорний пішак · h7 чорний пішак · a6 білий ферзь · b6 чорний пішак · e6 чорний пішак · g6 чорний пішак · h5 чорний ферзь · e4 білий пішак · g4 чорний слон · c3 білий пішак · e3 білий слон · g3 білий пішак · a2 білий пішак · b2 білий пішак · f2 білий пішак · g2 білий король · h2 білий пішак · a1 біла тура · f1 біла тура | b8 чорний король · d8 чорна тура · e8 чорна тура · a7 чорний пішак · c7 чорний пішак · f7 чорний пішак · h7 чорний пішак · a6 білий ферзь · b6 чорний пішак · e6 чорний пішак · g6 чорний пішак · h5 чорний ферзь · e4 білий пішак · g4 чорний слон · c3 білий пішак · e3 білий слон · g3 білий пішак · a2 білий пішак · b2 білий пішак · f2 білий пішак · g2 білий король · h2 білий пішак · a1 біла тура · f1 біла тура | b8 чорний король · d8 чорна тура · e8 чорна тура · a7 чорний пішак · c7 чорний пішак · f7 чорний пішак · h7 чорний пішак · a6 білий ферзь · b6 чорний пішак · e6 чорний пішак · g6 чорний пішак · h5 чорний ферзь · e4 білий пішак · g4 чорний слон · c3 білий пішак · e3 білий слон · g3 білий пішак · a2 білий пішак · b2 білий пішак · f2 білий пішак · g2 білий король · h2 білий пішак · a1 біла тура · f1 біла тура | b8 чорний король · d8 чорна тура · e8 чорна тура · a7 чорний пішак · c7 чорний пішак · f7 чорний пішак · h7 чорний пішак · a6 білий ферзь · b6 чорний пішак · e6 чорний пішак · g6 чорний пішак · h5 чорний ферзь · e4 білий пішак · g4 чорний слон · c3 білий пішак · e3 білий слон · g3 білий пішак · a2 білий пішак · b2 білий пішак · f2 білий пішак · g2 білий король · h2 білий пішак · a1 біла тура · f1 біла тура | b8 чорний король · d8 чорна тура · e8 чорна тура · a7 чорний пішак · c7 чорний пішак · f7 чорний пішак · h7 чорний пішак · a6 білий ферзь · b6 чорний пішак · e6 чорний пішак · g6 чорний пішак · h5 чорний ферзь · e4 білий пішак · g4 чорний слон · c3 білий пішак · e3 білий слон · g3 білий пішак · a2 білий пішак · b2 білий пішак · f2 білий пішак · g2 білий король · h2 білий пішак · a1 біла тура · f1 біла тура | b8 чорний король · d8 чорна тура · e8 чорна тура · a7 чорний пішак · c7 чорний пішак · f7 чорний пішак · h7 чорний пішак · a6 білий ферзь · b6 чорний пішак · e6 чорний пішак · g6 чорний пішак · h5 чорний ферзь · e4 білий пішак · g4 чорний слон · c3 білий пішак · e3 білий слон · g3 білий пішак · a2 білий пішак · b2 білий пішак · f2 білий пішак · g2 білий король · h2 білий пішак · a1 біла тура · f1 біла тура | 6 |
| 5 | b8 чорний король · d8 чорна тура · e8 чорна тура · a7 чорний пішак · c7 чорний пішак · f7 чорний пішак · h7 чорний пішак · a6 білий ферзь · b6 чорний пішак · e6 чорний пішак · g6 чорний пішак · h5 чорний ферзь · e4 білий пішак · g4 чорний слон · c3 білий пішак · e3 білий слон · g3 білий пішак · a2 білий пішак · b2 білий пішак · f2 білий пішак · g2 білий король · h2 білий пішак · a1 біла тура · f1 біла тура | b8 чорний король · d8 чорна тура · e8 чорна тура · a7 чорний пішак · c7 чорний пішак · f7 чорний пішак · h7 чорний пішак · a6 білий ферзь · b6 чорний пішак · e6 чорний пішак · g6 чорний пішак · h5 чорний ферзь · e4 білий пішак · g4 чорний слон · c3 білий пішак · e3 білий слон · g3 білий пішак · a2 білий пішак · b2 білий пішак · f2 білий пішак · g2 білий король · h2 білий пішак · a1 біла тура · f1 біла тура | b8 чорний король · d8 чорна тура · e8 чорна тура · a7 чорний пішак · c7 чорний пішак · f7 чорний пішак · h7 чорний пішак · a6 білий ферзь · b6 чорний пішак · e6 чорний пішак · g6 чорний пішак · h5 чорний ферзь · e4 білий пішак · g4 чорний слон · c3 білий пішак · e3 білий слон · g3 білий пішак · a2 білий пішак · b2 білий пішак · f2 білий пішак · g2 білий король · h2 білий пішак · a1 біла тура · f1 біла тура | b8 чорний король · d8 чорна тура · e8 чорна тура · a7 чорний пішак · c7 чорний пішак · f7 чорний пішак · h7 чорний пішак · a6 білий ферзь · b6 чорний пішак · e6 чорний пішак · g6 чорний пішак · h5 чорний ферзь · e4 білий пішак · g4 чорний слон · c3 білий пішак · e3 білий слон · g3 білий пішак · a2 білий пішак · b2 білий пішак · f2 білий пішак · g2 білий король · h2 білий пішак · a1 біла тура · f1 біла тура | b8 чорний король · d8 чорна тура · e8 чорна тура · a7 чорний пішак · c7 чорний пішак · f7 чорний пішак · h7 чорний пішак · a6 білий ферзь · b6 чорний пішак · e6 чорний пішак · g6 чорний пішак · h5 чорний ферзь · e4 білий пішак · g4 чорний слон · c3 білий пішак · e3 білий слон · g3 білий пішак · a2 білий пішак · b2 білий пішак · f2 білий пішак · g2 білий король · h2 білий пішак · a1 біла тура · f1 біла тура | b8 чорний король · d8 чорна тура · e8 чорна тура · a7 чорний пішак · c7 чорний пішак · f7 чорний пішак · h7 чорний пішак · a6 білий ферзь · b6 чорний пішак · e6 чорний пішак · g6 чорний пішак · h5 чорний ферзь · e4 білий пішак · g4 чорний слон · c3 білий пішак · e3 білий слон · g3 білий пішак · a2 білий пішак · b2 білий пішак · f2 білий пішак · g2 білий король · h2 білий пішак · a1 біла тура · f1 біла тура | b8 чорний король · d8 чорна тура · e8 чорна тура · a7 чорний пішак · c7 чорний пішак · f7 чорний пішак · h7 чорний пішак · a6 білий ферзь · b6 чорний пішак · e6 чорний пішак · g6 чорний пішак · h5 чорний ферзь · e4 білий пішак · g4 чорний слон · c3 білий пішак · e3 білий слон · g3 білий пішак · a2 білий пішак · b2 білий пішак · f2 білий пішак · g2 білий король · h2 білий пішак · a1 біла тура · f1 біла тура | b8 чорний король · d8 чорна тура · e8 чорна тура · a7 чорний пішак · c7 чорний пішак · f7 чорний пішак · h7 чорний пішак · a6 білий ферзь · b6 чорний пішак · e6 чорний пішак · g6 чорний пішак · h5 чорний ферзь · e4 білий пішак · g4 чорний слон · c3 білий пішак · e3 білий слон · g3 білий пішак · a2 білий пішак · b2 білий пішак · f2 білий пішак · g2 білий король · h2 білий пішак · a1 біла тура · f1 біла тура | 5 |
| 4 | b8 чорний король · d8 чорна тура · e8 чорна тура · a7 чорний пішак · c7 чорний пішак · f7 чорний пішак · h7 чорний пішак · a6 білий ферзь · b6 чорний пішак · e6 чорний пішак · g6 чорний пішак · h5 чорний ферзь · e4 білий пішак · g4 чорний слон · c3 білий пішак · e3 білий слон · g3 білий пішак · a2 білий пішак · b2 білий пішак · f2 білий пішак · g2 білий король · h2 білий пішак · a1 біла тура · f1 біла тура | b8 чорний король · d8 чорна тура · e8 чорна тура · a7 чорний пішак · c7 чорний пішак · f7 чорний пішак · h7 чорний пішак · a6 білий ферзь · b6 чорний пішак · e6 чорний пішак · g6 чорний пішак · h5 чорний ферзь · e4 білий пішак · g4 чорний слон · c3 білий пішак · e3 білий слон · g3 білий пішак · a2 білий пішак · b2 білий пішак · f2 білий пішак · g2 білий король · h2 білий пішак · a1 біла тура · f1 біла тура | b8 чорний король · d8 чорна тура · e8 чорна тура · a7 чорний пішак · c7 чорний пішак · f7 чорний пішак · h7 чорний пішак · a6 білий ферзь · b6 чорний пішак · e6 чорний пішак · g6 чорний пішак · h5 чорний ферзь · e4 білий пішак · g4 чорний слон · c3 білий пішак · e3 білий слон · g3 білий пішак · a2 білий пішак · b2 білий пішак · f2 білий пішак · g2 білий король · h2 білий пішак · a1 біла тура · f1 біла тура | b8 чорний король · d8 чорна тура · e8 чорна тура · a7 чорний пішак · c7 чорний пішак · f7 чорний пішак · h7 чорний пішак · a6 білий ферзь · b6 чорний пішак · e6 чорний пішак · g6 чорний пішак · h5 чорний ферзь · e4 білий пішак · g4 чорний слон · c3 білий пішак · e3 білий слон · g3 білий пішак · a2 білий пішак · b2 білий пішак · f2 білий пішак · g2 білий король · h2 білий пішак · a1 біла тура · f1 біла тура | b8 чорний король · d8 чорна тура · e8 чорна тура · a7 чорний пішак · c7 чорний пішак · f7 чорний пішак · h7 чорний пішак · a6 білий ферзь · b6 чорний пішак · e6 чорний пішак · g6 чорний пішак · h5 чорний ферзь · e4 білий пішак · g4 чорний слон · c3 білий пішак · e3 білий слон · g3 білий пішак · a2 білий пішак · b2 білий пішак · f2 білий пішак · g2 білий король · h2 білий пішак · a1 біла тура · f1 біла тура | b8 чорний король · d8 чорна тура · e8 чорна тура · a7 чорний пішак · c7 чорний пішак · f7 чорний пішак · h7 чорний пішак · a6 білий ферзь · b6 чорний пішак · e6 чорний пішак · g6 чорний пішак · h5 чорний ферзь · e4 білий пішак · g4 чорний слон · c3 білий пішак · e3 білий слон · g3 білий пішак · a2 білий пішак · b2 білий пішак · f2 білий пішак · g2 білий король · h2 білий пішак · a1 біла тура · f1 біла тура | b8 чорний король · d8 чорна тура · e8 чорна тура · a7 чорний пішак · c7 чорний пішак · f7 чорний пішак · h7 чорний пішак · a6 білий ферзь · b6 чорний пішак · e6 чорний пішак · g6 чорний пішак · h5 чорний ферзь · e4 білий пішак · g4 чорний слон · c3 білий пішак · e3 білий слон · g3 білий пішак · a2 білий пішак · b2 білий пішак · f2 білий пішак · g2 білий король · h2 білий пішак · a1 біла тура · f1 біла тура | b8 чорний король · d8 чорна тура · e8 чорна тура · a7 чорний пішак · c7 чорний пішак · f7 чорний пішак · h7 чорний пішак · a6 білий ферзь · b6 чорний пішак · e6 чорний пішак · g6 чорний пішак · h5 чорний ферзь · e4 білий пішак · g4 чорний слон · c3 білий пішак · e3 білий слон · g3 білий пішак · a2 білий пішак · b2 білий пішак · f2 білий пішак · g2 білий король · h2 білий пішак · a1 біла тура · f1 біла тура | 4 |
| 3 | b8 чорний король · d8 чорна тура · e8 чорна тура · a7 чорний пішак · c7 чорний пішак · f7 чорний пішак · h7 чорний пішак · a6 білий ферзь · b6 чорний пішак · e6 чорний пішак · g6 чорний пішак · h5 чорний ферзь · e4 білий пішак · g4 чорний слон · c3 білий пішак · e3 білий слон · g3 білий пішак · a2 білий пішак · b2 білий пішак · f2 білий пішак · g2 білий король · h2 білий пішак · a1 біла тура · f1 біла тура | b8 чорний король · d8 чорна тура · e8 чорна тура · a7 чорний пішак · c7 чорний пішак · f7 чорний пішак · h7 чорний пішак · a6 білий ферзь · b6 чорний пішак · e6 чорний пішак · g6 чорний пішак · h5 чорний ферзь · e4 білий пішак · g4 чорний слон · c3 білий пішак · e3 білий слон · g3 білий пішак · a2 білий пішак · b2 білий пішак · f2 білий пішак · g2 білий король · h2 білий пішак · a1 біла тура · f1 біла тура | b8 чорний король · d8 чорна тура · e8 чорна тура · a7 чорний пішак · c7 чорний пішак · f7 чорний пішак · h7 чорний пішак · a6 білий ферзь · b6 чорний пішак · e6 чорний пішак · g6 чорний пішак · h5 чорний ферзь · e4 білий пішак · g4 чорний слон · c3 білий пішак · e3 білий слон · g3 білий пішак · a2 білий пішак · b2 білий пішак · f2 білий пішак · g2 білий король · h2 білий пішак · a1 біла тура · f1 біла тура | b8 чорний король · d8 чорна тура · e8 чорна тура · a7 чорний пішак · c7 чорний пішак · f7 чорний пішак · h7 чорний пішак · a6 білий ферзь · b6 чорний пішак · e6 чорний пішак · g6 чорний пішак · h5 чорний ферзь · e4 білий пішак · g4 чорний слон · c3 білий пішак · e3 білий слон · g3 білий пішак · a2 білий пішак · b2 білий пішак · f2 білий пішак · g2 білий король · h2 білий пішак · a1 біла тура · f1 біла тура | b8 чорний король · d8 чорна тура · e8 чорна тура · a7 чорний пішак · c7 чорний пішак · f7 чорний пішак · h7 чорний пішак · a6 білий ферзь · b6 чорний пішак · e6 чорний пішак · g6 чорний пішак · h5 чорний ферзь · e4 білий пішак · g4 чорний слон · c3 білий пішак · e3 білий слон · g3 білий пішак · a2 білий пішак · b2 білий пішак · f2 білий пішак · g2 білий король · h2 білий пішак · a1 біла тура · f1 біла тура | b8 чорний король · d8 чорна тура · e8 чорна тура · a7 чорний пішак · c7 чорний пішак · f7 чорний пішак · h7 чорний пішак · a6 білий ферзь · b6 чорний пішак · e6 чорний пішак · g6 чорний пішак · h5 чорний ферзь · e4 білий пішак · g4 чорний слон · c3 білий пішак · e3 білий слон · g3 білий пішак · a2 білий пішак · b2 білий пішак · f2 білий пішак · g2 білий король · h2 білий пішак · a1 біла тура · f1 біла тура | b8 чорний король · d8 чорна тура · e8 чорна тура · a7 чорний пішак · c7 чорний пішак · f7 чорний пішак · h7 чорний пішак · a6 білий ферзь · b6 чорний пішак · e6 чорний пішак · g6 чорний пішак · h5 чорний ферзь · e4 білий пішак · g4 чорний слон · c3 білий пішак · e3 білий слон · g3 білий пішак · a2 білий пішак · b2 білий пішак · f2 білий пішак · g2 білий король · h2 білий пішак · a1 біла тура · f1 біла тура | b8 чорний король · d8 чорна тура · e8 чорна тура · a7 чорний пішак · c7 чорний пішак · f7 чорний пішак · h7 чорний пішак · a6 білий ферзь · b6 чорний пішак · e6 чорний пішак · g6 чорний пішак · h5 чорний ферзь · e4 білий пішак · g4 чорний слон · c3 білий пішак · e3 білий слон · g3 білий пішак · a2 білий пішак · b2 білий пішак · f2 білий пішак · g2 білий король · h2 білий пішак · a1 біла тура · f1 біла тура | 3 |
| 2 | b8 чорний король · d8 чорна тура · e8 чорна тура · a7 чорний пішак · c7 чорний пішак · f7 чорний пішак · h7 чорний пішак · a6 білий ферзь · b6 чорний пішак · e6 чорний пішак · g6 чорний пішак · h5 чорний ферзь · e4 білий пішак · g4 чорний слон · c3 білий пішак · e3 білий слон · g3 білий пішак · a2 білий пішак · b2 білий пішак · f2 білий пішак · g2 білий король · h2 білий пішак · a1 біла тура · f1 біла тура | b8 чорний король · d8 чорна тура · e8 чорна тура · a7 чорний пішак · c7 чорний пішак · f7 чорний пішак · h7 чорний пішак · a6 білий ферзь · b6 чорний пішак · e6 чорний пішак · g6 чорний пішак · h5 чорний ферзь · e4 білий пішак · g4 чорний слон · c3 білий пішак · e3 білий слон · g3 білий пішак · a2 білий пішак · b2 білий пішак · f2 білий пішак · g2 білий король · h2 білий пішак · a1 біла тура · f1 біла тура | b8 чорний король · d8 чорна тура · e8 чорна тура · a7 чорний пішак · c7 чорний пішак · f7 чорний пішак · h7 чорний пішак · a6 білий ферзь · b6 чорний пішак · e6 чорний пішак · g6 чорний пішак · h5 чорний ферзь · e4 білий пішак · g4 чорний слон · c3 білий пішак · e3 білий слон · g3 білий пішак · a2 білий пішак · b2 білий пішак · f2 білий пішак · g2 білий король · h2 білий пішак · a1 біла тура · f1 біла тура | b8 чорний король · d8 чорна тура · e8 чорна тура · a7 чорний пішак · c7 чорний пішак · f7 чорний пішак · h7 чорний пішак · a6 білий ферзь · b6 чорний пішак · e6 чорний пішак · g6 чорний пішак · h5 чорний ферзь · e4 білий пішак · g4 чорний слон · c3 білий пішак · e3 білий слон · g3 білий пішак · a2 білий пішак · b2 білий пішак · f2 білий пішак · g2 білий король · h2 білий пішак · a1 біла тура · f1 біла тура | b8 чорний король · d8 чорна тура · e8 чорна тура · a7 чорний пішак · c7 чорний пішак · f7 чорний пішак · h7 чорний пішак · a6 білий ферзь · b6 чорний пішак · e6 чорний пішак · g6 чорний пішак · h5 чорний ферзь · e4 білий пішак · g4 чорний слон · c3 білий пішак · e3 білий слон · g3 білий пішак · a2 білий пішак · b2 білий пішак · f2 білий пішак · g2 білий король · h2 білий пішак · a1 біла тура · f1 біла тура | b8 чорний король · d8 чорна тура · e8 чорна тура · a7 чорний пішак · c7 чорний пішак · f7 чорний пішак · h7 чорний пішак · a6 білий ферзь · b6 чорний пішак · e6 чорний пішак · g6 чорний пішак · h5 чорний ферзь · e4 білий пішак · g4 чорний слон · c3 білий пішак · e3 білий слон · g3 білий пішак · a2 білий пішак · b2 білий пішак · f2 білий пішак · g2 білий король · h2 білий пішак · a1 біла тура · f1 біла тура | b8 чорний король · d8 чорна тура · e8 чорна тура · a7 чорний пішак · c7 чорний пішак · f7 чорний пішак · h7 чорний пішак · a6 білий ферзь · b6 чорний пішак · e6 чорний пішак · g6 чорний пішак · h5 чорний ферзь · e4 білий пішак · g4 чорний слон · c3 білий пішак · e3 білий слон · g3 білий пішак · a2 білий пішак · b2 білий пішак · f2 білий пішак · g2 білий король · h2 білий пішак · a1 біла тура · f1 біла тура | b8 чорний король · d8 чорна тура · e8 чорна тура · a7 чорний пішак · c7 чорний пішак · f7 чорний пішак · h7 чорний пішак · a6 білий ферзь · b6 чорний пішак · e6 чорний пішак · g6 чорний пішак · h5 чорний ферзь · e4 білий пішак · g4 чорний слон · c3 білий пішак · e3 білий слон · g3 білий пішак · a2 білий пішак · b2 білий пішак · f2 білий пішак · g2 білий король · h2 білий пішак · a1 біла тура · f1 біла тура | 2 |
| 1 | b8 чорний король · d8 чорна тура · e8 чорна тура · a7 чорний пішак · c7 чорний пішак · f7 чорний пішак · h7 чорний пішак · a6 білий ферзь · b6 чорний пішак · e6 чорний пішак · g6 чорний пішак · h5 чорний ферзь · e4 білий пішак · g4 чорний слон · c3 білий пішак · e3 білий слон · g3 білий пішак · a2 білий пішак · b2 білий пішак · f2 білий пішак · g2 білий король · h2 білий пішак · a1 біла тура · f1 біла тура | b8 чорний король · d8 чорна тура · e8 чорна тура · a7 чорний пішак · c7 чорний пішак · f7 чорний пішак · h7 чорний пішак · a6 білий ферзь · b6 чорний пішак · e6 чорний пішак · g6 чорний пішак · h5 чорний ферзь · e4 білий пішак · g4 чорний слон · c3 білий пішак · e3 білий слон · g3 білий пішак · a2 білий пішак · b2 білий пішак · f2 білий пішак · g2 білий король · h2 білий пішак · a1 біла тура · f1 біла тура | b8 чорний король · d8 чорна тура · e8 чорна тура · a7 чорний пішак · c7 чорний пішак · f7 чорний пішак · h7 чорний пішак · a6 білий ферзь · b6 чорний пішак · e6 чорний пішак · g6 чорний пішак · h5 чорний ферзь · e4 білий пішак · g4 чорний слон · c3 білий пішак · e3 білий слон · g3 білий пішак · a2 білий пішак · b2 білий пішак · f2 білий пішак · g2 білий король · h2 білий пішак · a1 біла тура · f1 біла тура | b8 чорний король · d8 чорна тура · e8 чорна тура · a7 чорний пішак · c7 чорний пішак · f7 чорний пішак · h7 чорний пішак · a6 білий ферзь · b6 чорний пішак · e6 чорний пішак · g6 чорний пішак · h5 чорний ферзь · e4 білий пішак · g4 чорний слон · c3 білий пішак · e3 білий слон · g3 білий пішак · a2 білий пішак · b2 білий пішак · f2 білий пішак · g2 білий король · h2 білий пішак · a1 біла тура · f1 біла тура | b8 чорний король · d8 чорна тура · e8 чорна тура · a7 чорний пішак · c7 чорний пішак · f7 чорний пішак · h7 чорний пішак · a6 білий ферзь · b6 чорний пішак · e6 чорний пішак · g6 чорний пішак · h5 чорний ферзь · e4 білий пішак · g4 чорний слон · c3 білий пішак · e3 білий слон · g3 білий пішак · a2 білий пішак · b2 білий пішак · f2 білий пішак · g2 білий король · h2 білий пішак · a1 біла тура · f1 біла тура | b8 чорний король · d8 чорна тура · e8 чорна тура · a7 чорний пішак · c7 чорний пішак · f7 чорний пішак · h7 чорний пішак · a6 білий ферзь · b6 чорний пішак · e6 чорний пішак · g6 чорний пішак · h5 чорний ферзь · e4 білий пішак · g4 чорний слон · c3 білий пішак · e3 білий слон · g3 білий пішак · a2 білий пішак · b2 білий пішак · f2 білий пішак · g2 білий король · h2 білий пішак · a1 біла тура · f1 біла тура | b8 чорний король · d8 чорна тура · e8 чорна тура · a7 чорний пішак · c7 чорний пішак · f7 чорний пішак · h7 чорний пішак · a6 білий ферзь · b6 чорний пішак · e6 чорний пішак · g6 чорний пішак · h5 чорний ферзь · e4 білий пішак · g4 чорний слон · c3 білий пішак · e3 білий слон · g3 білий пішак · a2 білий пішак · b2 білий пішак · f2 білий пішак · g2 білий король · h2 білий пішак · a1 біла тура · f1 біла тура | b8 чорний король · d8 чорна тура · e8 чорна тура · a7 чорний пішак · c7 чорний пішак · f7 чорний пішак · h7 чорний пішак · a6 білий ферзь · b6 чорний пішак · e6 чорний пішак · g6 чорний пішак · h5 чорний ферзь · e4 білий пішак · g4 чорний слон · c3 білий пішак · e3 білий слон · g3 білий пішак · a2 білий пішак · b2 білий пішак · f2 білий пішак · g2 білий король · h2 білий пішак · a1 біла тура · f1 біла тура | 1 |
|   | a | b | c | d | e | f | g | h |   |

При фіанкетуванні слона на g2 (для білих) або g7 (для чорних) поля h3 (h6) злегка ослабляються. При зрушенні пішака «e» з початкової позиції ослабляються також поля f3 (f6). За такої пішакової структури весь тягар захисту слабких полів падає на фіанкетованого слона. Якщо в дебюті й ранньому міттельшпілі, як правило, це не є проблемою, то в середині гри ці поля вкрай часто розглядаються як об'єкт атаки в разі короткої рокіровки.
Розмін фіанкетованого слона, що захищає ці поля, — важливий стратегічний прийом — робить слабкості ще помітнішими, що в багатьох випадках може призвести до зайняття цих полів фігурами суперника («пішаком-цвяхом» і ферзем, ферзем і слоном або ферзем і конем) з матовою атакою. Саме тому типовим прийомами гри проти фіанкетованих слонів служать випади слоном на h6 (h3) або переведення слона на велику діагональ з розміном фіанкетованого слона.
Поле перед ізольованим пішаком також прийнято вважати слабким для сторони, що має ізольованого пішака. Одним з прийомів гри проти ізольованого пішака є блокада його на цьому полі фігурою. Найкращим блокером для цієї мети вважається кінь, оскільки він, окрім блокади, атакує важливі поля позаду ізольованого пішака.
У прийнятому волзькому гамбіті нерідко поле c4 стає слабким для чорних. Розміщення туди коня в низці варіантів вигідне білим.

## Значення в грі
|   | a | b | c | d | e | f | g | h |   |
| 8 | b8 чорний король · f7 чорний пішак · h7 чорний пішак · b6 білий пішак · g6 чорний пішак · a5 білий король · g4 білий пішак | b8 чорний король · f7 чорний пішак · h7 чорний пішак · b6 білий пішак · g6 чорний пішак · a5 білий король · g4 білий пішак | b8 чорний король · f7 чорний пішак · h7 чорний пішак · b6 білий пішак · g6 чорний пішак · a5 білий король · g4 білий пішак | b8 чорний король · f7 чорний пішак · h7 чорний пішак · b6 білий пішак · g6 чорний пішак · a5 білий король · g4 білий пішак | b8 чорний король · f7 чорний пішак · h7 чорний пішак · b6 білий пішак · g6 чорний пішак · a5 білий король · g4 білий пішак | b8 чорний король · f7 чорний пішак · h7 чорний пішак · b6 білий пішак · g6 чорний пішак · a5 білий король · g4 білий пішак | b8 чорний король · f7 чорний пішак · h7 чорний пішак · b6 білий пішак · g6 чорний пішак · a5 білий король · g4 білий пішак | b8 чорний король · f7 чорний пішак · h7 чорний пішак · b6 білий пішак · g6 чорний пішак · a5 білий король · g4 білий пішак | 8 |
| 7 | b8 чорний король · f7 чорний пішак · h7 чорний пішак · b6 білий пішак · g6 чорний пішак · a5 білий король · g4 білий пішак | b8 чорний король · f7 чорний пішак · h7 чорний пішак · b6 білий пішак · g6 чорний пішак · a5 білий король · g4 білий пішак | b8 чорний король · f7 чорний пішак · h7 чорний пішак · b6 білий пішак · g6 чорний пішак · a5 білий король · g4 білий пішак | b8 чорний король · f7 чорний пішак · h7 чорний пішак · b6 білий пішак · g6 чорний пішак · a5 білий король · g4 білий пішак | b8 чорний король · f7 чорний пішак · h7 чорний пішак · b6 білий пішак · g6 чорний пішак · a5 білий король · g4 білий пішак | b8 чорний король · f7 чорний пішак · h7 чорний пішак · b6 білий пішак · g6 чорний пішак · a5 білий король · g4 білий пішак | b8 чорний король · f7 чорний пішак · h7 чорний пішак · b6 білий пішак · g6 чорний пішак · a5 білий король · g4 білий пішак | b8 чорний король · f7 чорний пішак · h7 чорний пішак · b6 білий пішак · g6 чорний пішак · a5 білий король · g4 білий пішак | 7 |
| 6 | b8 чорний король · f7 чорний пішак · h7 чорний пішак · b6 білий пішак · g6 чорний пішак · a5 білий король · g4 білий пішак | b8 чорний король · f7 чорний пішак · h7 чорний пішак · b6 білий пішак · g6 чорний пішак · a5 білий король · g4 білий пішак | b8 чорний король · f7 чорний пішак · h7 чорний пішак · b6 білий пішак · g6 чорний пішак · a5 білий король · g4 білий пішак | b8 чорний король · f7 чорний пішак · h7 чорний пішак · b6 білий пішак · g6 чорний пішак · a5 білий король · g4 білий пішак | b8 чорний король · f7 чорний пішак · h7 чорний пішак · b6 білий пішак · g6 чорний пішак · a5 білий король · g4 білий пішак | b8 чорний король · f7 чорний пішак · h7 чорний пішак · b6 білий пішак · g6 чорний пішак · a5 білий король · g4 білий пішак | b8 чорний король · f7 чорний пішак · h7 чорний пішак · b6 білий пішак · g6 чорний пішак · a5 білий король · g4 білий пішак | b8 чорний король · f7 чорний пішак · h7 чорний пішак · b6 білий пішак · g6 чорний пішак · a5 білий король · g4 білий пішак | 6 |
| 5 | b8 чорний король · f7 чорний пішак · h7 чорний пішак · b6 білий пішак · g6 чорний пішак · a5 білий король · g4 білий пішак | b8 чорний король · f7 чорний пішак · h7 чорний пішак · b6 білий пішак · g6 чорний пішак · a5 білий король · g4 білий пішак | b8 чорний король · f7 чорний пішак · h7 чорний пішак · b6 білий пішак · g6 чорний пішак · a5 білий король · g4 білий пішак | b8 чорний король · f7 чорний пішак · h7 чорний пішак · b6 білий пішак · g6 чорний пішак · a5 білий король · g4 білий пішак | b8 чорний король · f7 чорний пішак · h7 чорний пішак · b6 білий пішак · g6 чорний пішак · a5 білий король · g4 білий пішак | b8 чорний король · f7 чорний пішак · h7 чорний пішак · b6 білий пішак · g6 чорний пішак · a5 білий король · g4 білий пішак | b8 чорний король · f7 чорний пішак · h7 чорний пішак · b6 білий пішак · g6 чорний пішак · a5 білий король · g4 білий пішак | b8 чорний король · f7 чорний пішак · h7 чорний пішак · b6 білий пішак · g6 чорний пішак · a5 білий король · g4 білий пішак | 5 |
| 4 | b8 чорний король · f7 чорний пішак · h7 чорний пішак · b6 білий пішак · g6 чорний пішак · a5 білий король · g4 білий пішак | b8 чорний король · f7 чорний пішак · h7 чорний пішак · b6 білий пішак · g6 чорний пішак · a5 білий король · g4 білий пішак | b8 чорний король · f7 чорний пішак · h7 чорний пішак · b6 білий пішак · g6 чорний пішак · a5 білий король · g4 білий пішак | b8 чорний король · f7 чорний пішак · h7 чорний пішак · b6 білий пішак · g6 чорний пішак · a5 білий король · g4 білий пішак | b8 чорний король · f7 чорний пішак · h7 чорний пішак · b6 білий пішак · g6 чорний пішак · a5 білий король · g4 білий пішак | b8 чорний король · f7 чорний пішак · h7 чорний пішак · b6 білий пішак · g6 чорний пішак · a5 білий король · g4 білий пішак | b8 чорний король · f7 чорний пішак · h7 чорний пішак · b6 білий пішак · g6 чорний пішак · a5 білий король · g4 білий пішак | b8 чорний король · f7 чорний пішак · h7 чорний пішак · b6 білий пішак · g6 чорний пішак · a5 білий король · g4 білий пішак | 4 |
| 3 | b8 чорний король · f7 чорний пішак · h7 чорний пішак · b6 білий пішак · g6 чорний пішак · a5 білий король · g4 білий пішак | b8 чорний король · f7 чорний пішак · h7 чорний пішак · b6 білий пішак · g6 чорний пішак · a5 білий король · g4 білий пішак | b8 чорний король · f7 чорний пішак · h7 чорний пішак · b6 білий пішак · g6 чорний пішак · a5 білий король · g4 білий пішак | b8 чорний король · f7 чорний пішак · h7 чорний пішак · b6 білий пішак · g6 чорний пішак · a5 білий король · g4 білий пішак | b8 чорний король · f7 чорний пішак · h7 чорний пішак · b6 білий пішак · g6 чорний пішак · a5 білий король · g4 білий пішак | b8 чорний король · f7 чорний пішак · h7 чорний пішак · b6 білий пішак · g6 чорний пішак · a5 білий король · g4 білий пішак | b8 чорний король · f7 чорний пішак · h7 чорний пішак · b6 білий пішак · g6 чорний пішак · a5 білий король · g4 білий пішак | b8 чорний король · f7 чорний пішак · h7 чорний пішак · b6 білий пішак · g6 чорний пішак · a5 білий король · g4 білий пішак | 3 |
| 2 | b8 чорний король · f7 чорний пішак · h7 чорний пішак · b6 білий пішак · g6 чорний пішак · a5 білий король · g4 білий пішак | b8 чорний король · f7 чорний пішак · h7 чорний пішак · b6 білий пішак · g6 чорний пішак · a5 білий король · g4 білий пішак | b8 чорний король · f7 чорний пішак · h7 чорний пішак · b6 білий пішак · g6 чорний пішак · a5 білий король · g4 білий пішак | b8 чорний король · f7 чорний пішак · h7 чорний пішак · b6 білий пішак · g6 чорний пішак · a5 білий король · g4 білий пішак | b8 чорний король · f7 чорний пішак · h7 чорний пішак · b6 білий пішак · g6 чорний пішак · a5 білий король · g4 білий пішак | b8 чорний король · f7 чорний пішак · h7 чорний пішак · b6 білий пішак · g6 чорний пішак · a5 білий король · g4 білий пішак | b8 чорний король · f7 чорний пішак · h7 чорний пішак · b6 білий пішак · g6 чорний пішак · a5 білий король · g4 білий пішак | b8 чорний король · f7 чорний пішак · h7 чорний пішак · b6 білий пішак · g6 чорний пішак · a5 білий король · g4 білий пішак | 2 |
| 1 | b8 чорний король · f7 чорний пішак · h7 чорний пішак · b6 білий пішак · g6 чорний пішак · a5 білий король · g4 білий пішак | b8 чорний король · f7 чорний пішак · h7 чорний пішак · b6 білий пішак · g6 чорний пішак · a5 білий король · g4 білий пішак | b8 чорний король · f7 чорний пішак · h7 чорний пішак · b6 білий пішак · g6 чорний пішак · a5 білий король · g4 білий пішак | b8 чорний король · f7 чорний пішак · h7 чорний пішак · b6 білий пішак · g6 чорний пішак · a5 білий король · g4 білий пішак | b8 чорний король · f7 чорний пішак · h7 чорний пішак · b6 білий пішак · g6 чорний пішак · a5 білий король · g4 білий пішак | b8 чорний король · f7 чорний пішак · h7 чорний пішак · b6 білий пішак · g6 чорний пішак · a5 білий король · g4 білий пішак | b8 чорний король · f7 чорний пішак · h7 чорний пішак · b6 білий пішак · g6 чорний пішак · a5 білий король · g4 білий пішак | b8 чорний король · f7 чорний пішак · h7 чорний пішак · b6 білий пішак · g6 чорний пішак · a5 білий король · g4 білий пішак | 1 |
|   | a | b | c | d | e | f | g | h |   |

Слабкий пункт, як правило, є зручною мішенню для атаки суперника, і мати його невигідно. На це поле суперник може поставити свою фігуру, яка, бувши невразливою або важкодоступною, може забезпечувати йому перевагу на цій ділянці шахівниці, як, наприклад: перевагу в просторі, скутість позиції, гальмування розвитку фігур. Таку фігуру, захищену пішаком, прийнято називати форпостом.
Фігура на форпості, окрім вищезазначених чинників, може мати ще одну перевагу — її розмін часто пов'язаний із ризиком отримання далеко просунутого пішака.
У позиції на діаграмі у чорних зайвий пішак, проте поля f6 і h6 слабкі. Цей чинник стає вирішальним: 1. g5! Тепер один пішак g5 утримує трьох пішаків чорних на королівському фланзі. Чорні безпорадні: 1…Крb7 2. Крb5 Крb8 3. Крс6 Крс8 4.b7 Крb8 5. Крb6. Чорні вимушені піти одним із пішаків. Білі можуть  взяти його на проході й потім поставити мат.

## Слабкість низки полів
Відомі випадки, коли в результаті розміну слона низка полів кольору розміняного слона відразу стає слабкою. Це зазвичай вважається різким погіршенням позиції. Класичний спосіб гри проти слабкості низки полів продемонстрував, приміром, Левенфіш проти Алаторцева в 1937 р. на чемпіонаті СРСР у Тбілісі (див. діаграму)
|   | a | b | c | d | e | f | g | h |   |
| 8 | a8 чорна тура · c8 чорний слон · d8 чорний ферзь · f8 чорна тура · g8 чорний король · a7 чорний пішак · b7 чорний пішак · c7 чорний пішак · d7 чорний кінь · e7 чорний кінь · g7 чорний пішак · h7 чорний пішак · d6 чорний пішак · d5 білий пішак · c4 білий пішак · e4 білий пішак · f4 чорний пішак · d3 білий кінь · f3 білий кінь · a2 білий пішак · b2 білий пішак · f2 білий пішак · g2 білий слон · h2 білий пішак · a1 біла тура · d1 білий ферзь · f1 біла тура · g1 білий король | a8 чорна тура · c8 чорний слон · d8 чорний ферзь · f8 чорна тура · g8 чорний король · a7 чорний пішак · b7 чорний пішак · c7 чорний пішак · d7 чорний кінь · e7 чорний кінь · g7 чорний пішак · h7 чорний пішак · d6 чорний пішак · d5 білий пішак · c4 білий пішак · e4 білий пішак · f4 чорний пішак · d3 білий кінь · f3 білий кінь · a2 білий пішак · b2 білий пішак · f2 білий пішак · g2 білий слон · h2 білий пішак · a1 біла тура · d1 білий ферзь · f1 біла тура · g1 білий король | a8 чорна тура · c8 чорний слон · d8 чорний ферзь · f8 чорна тура · g8 чорний король · a7 чорний пішак · b7 чорний пішак · c7 чорний пішак · d7 чорний кінь · e7 чорний кінь · g7 чорний пішак · h7 чорний пішак · d6 чорний пішак · d5 білий пішак · c4 білий пішак · e4 білий пішак · f4 чорний пішак · d3 білий кінь · f3 білий кінь · a2 білий пішак · b2 білий пішак · f2 білий пішак · g2 білий слон · h2 білий пішак · a1 біла тура · d1 білий ферзь · f1 біла тура · g1 білий король | a8 чорна тура · c8 чорний слон · d8 чорний ферзь · f8 чорна тура · g8 чорний король · a7 чорний пішак · b7 чорний пішак · c7 чорний пішак · d7 чорний кінь · e7 чорний кінь · g7 чорний пішак · h7 чорний пішак · d6 чорний пішак · d5 білий пішак · c4 білий пішак · e4 білий пішак · f4 чорний пішак · d3 білий кінь · f3 білий кінь · a2 білий пішак · b2 білий пішак · f2 білий пішак · g2 білий слон · h2 білий пішак · a1 біла тура · d1 білий ферзь · f1 біла тура · g1 білий король | a8 чорна тура · c8 чорний слон · d8 чорний ферзь · f8 чорна тура · g8 чорний король · a7 чорний пішак · b7 чорний пішак · c7 чорний пішак · d7 чорний кінь · e7 чорний кінь · g7 чорний пішак · h7 чорний пішак · d6 чорний пішак · d5 білий пішак · c4 білий пішак · e4 білий пішак · f4 чорний пішак · d3 білий кінь · f3 білий кінь · a2 білий пішак · b2 білий пішак · f2 білий пішак · g2 білий слон · h2 білий пішак · a1 біла тура · d1 білий ферзь · f1 біла тура · g1 білий король | a8 чорна тура · c8 чорний слон · d8 чорний ферзь · f8 чорна тура · g8 чорний король · a7 чорний пішак · b7 чорний пішак · c7 чорний пішак · d7 чорний кінь · e7 чорний кінь · g7 чорний пішак · h7 чорний пішак · d6 чорний пішак · d5 білий пішак · c4 білий пішак · e4 білий пішак · f4 чорний пішак · d3 білий кінь · f3 білий кінь · a2 білий пішак · b2 білий пішак · f2 білий пішак · g2 білий слон · h2 білий пішак · a1 біла тура · d1 білий ферзь · f1 біла тура · g1 білий король | a8 чорна тура · c8 чорний слон · d8 чорний ферзь · f8 чорна тура · g8 чорний король · a7 чорний пішак · b7 чорний пішак · c7 чорний пішак · d7 чорний кінь · e7 чорний кінь · g7 чорний пішак · h7 чорний пішак · d6 чорний пішак · d5 білий пішак · c4 білий пішак · e4 білий пішак · f4 чорний пішак · d3 білий кінь · f3 білий кінь · a2 білий пішак · b2 білий пішак · f2 білий пішак · g2 білий слон · h2 білий пішак · a1 біла тура · d1 білий ферзь · f1 біла тура · g1 білий король | a8 чорна тура · c8 чорний слон · d8 чорний ферзь · f8 чорна тура · g8 чорний король · a7 чорний пішак · b7 чорний пішак · c7 чорний пішак · d7 чорний кінь · e7 чорний кінь · g7 чорний пішак · h7 чорний пішак · d6 чорний пішак · d5 білий пішак · c4 білий пішак · e4 білий пішак · f4 чорний пішак · d3 білий кінь · f3 білий кінь · a2 білий пішак · b2 білий пішак · f2 білий пішак · g2 білий слон · h2 білий пішак · a1 біла тура · d1 білий ферзь · f1 біла тура · g1 білий король | 8 |
| 7 | a8 чорна тура · c8 чорний слон · d8 чорний ферзь · f8 чорна тура · g8 чорний король · a7 чорний пішак · b7 чорний пішак · c7 чорний пішак · d7 чорний кінь · e7 чорний кінь · g7 чорний пішак · h7 чорний пішак · d6 чорний пішак · d5 білий пішак · c4 білий пішак · e4 білий пішак · f4 чорний пішак · d3 білий кінь · f3 білий кінь · a2 білий пішак · b2 білий пішак · f2 білий пішак · g2 білий слон · h2 білий пішак · a1 біла тура · d1 білий ферзь · f1 біла тура · g1 білий король | a8 чорна тура · c8 чорний слон · d8 чорний ферзь · f8 чорна тура · g8 чорний король · a7 чорний пішак · b7 чорний пішак · c7 чорний пішак · d7 чорний кінь · e7 чорний кінь · g7 чорний пішак · h7 чорний пішак · d6 чорний пішак · d5 білий пішак · c4 білий пішак · e4 білий пішак · f4 чорний пішак · d3 білий кінь · f3 білий кінь · a2 білий пішак · b2 білий пішак · f2 білий пішак · g2 білий слон · h2 білий пішак · a1 біла тура · d1 білий ферзь · f1 біла тура · g1 білий король | a8 чорна тура · c8 чорний слон · d8 чорний ферзь · f8 чорна тура · g8 чорний король · a7 чорний пішак · b7 чорний пішак · c7 чорний пішак · d7 чорний кінь · e7 чорний кінь · g7 чорний пішак · h7 чорний пішак · d6 чорний пішак · d5 білий пішак · c4 білий пішак · e4 білий пішак · f4 чорний пішак · d3 білий кінь · f3 білий кінь · a2 білий пішак · b2 білий пішак · f2 білий пішак · g2 білий слон · h2 білий пішак · a1 біла тура · d1 білий ферзь · f1 біла тура · g1 білий король | a8 чорна тура · c8 чорний слон · d8 чорний ферзь · f8 чорна тура · g8 чорний король · a7 чорний пішак · b7 чорний пішак · c7 чорний пішак · d7 чорний кінь · e7 чорний кінь · g7 чорний пішак · h7 чорний пішак · d6 чорний пішак · d5 білий пішак · c4 білий пішак · e4 білий пішак · f4 чорний пішак · d3 білий кінь · f3 білий кінь · a2 білий пішак · b2 білий пішак · f2 білий пішак · g2 білий слон · h2 білий пішак · a1 біла тура · d1 білий ферзь · f1 біла тура · g1 білий король | a8 чорна тура · c8 чорний слон · d8 чорний ферзь · f8 чорна тура · g8 чорний король · a7 чорний пішак · b7 чорний пішак · c7 чорний пішак · d7 чорний кінь · e7 чорний кінь · g7 чорний пішак · h7 чорний пішак · d6 чорний пішак · d5 білий пішак · c4 білий пішак · e4 білий пішак · f4 чорний пішак · d3 білий кінь · f3 білий кінь · a2 білий пішак · b2 білий пішак · f2 білий пішак · g2 білий слон · h2 білий пішак · a1 біла тура · d1 білий ферзь · f1 біла тура · g1 білий король | a8 чорна тура · c8 чорний слон · d8 чорний ферзь · f8 чорна тура · g8 чорний король · a7 чорний пішак · b7 чорний пішак · c7 чорний пішак · d7 чорний кінь · e7 чорний кінь · g7 чорний пішак · h7 чорний пішак · d6 чорний пішак · d5 білий пішак · c4 білий пішак · e4 білий пішак · f4 чорний пішак · d3 білий кінь · f3 білий кінь · a2 білий пішак · b2 білий пішак · f2 білий пішак · g2 білий слон · h2 білий пішак · a1 біла тура · d1 білий ферзь · f1 біла тура · g1 білий король | a8 чорна тура · c8 чорний слон · d8 чорний ферзь · f8 чорна тура · g8 чорний король · a7 чорний пішак · b7 чорний пішак · c7 чорний пішак · d7 чорний кінь · e7 чорний кінь · g7 чорний пішак · h7 чорний пішак · d6 чорний пішак · d5 білий пішак · c4 білий пішак · e4 білий пішак · f4 чорний пішак · d3 білий кінь · f3 білий кінь · a2 білий пішак · b2 білий пішак · f2 білий пішак · g2 білий слон · h2 білий пішак · a1 біла тура · d1 білий ферзь · f1 біла тура · g1 білий король | a8 чорна тура · c8 чорний слон · d8 чорний ферзь · f8 чорна тура · g8 чорний король · a7 чорний пішак · b7 чорний пішак · c7 чорний пішак · d7 чорний кінь · e7 чорний кінь · g7 чорний пішак · h7 чорний пішак · d6 чорний пішак · d5 білий пішак · c4 білий пішак · e4 білий пішак · f4 чорний пішак · d3 білий кінь · f3 білий кінь · a2 білий пішак · b2 білий пішак · f2 білий пішак · g2 білий слон · h2 білий пішак · a1 біла тура · d1 білий ферзь · f1 біла тура · g1 білий король | 7 |
| 6 | a8 чорна тура · c8 чорний слон · d8 чорний ферзь · f8 чорна тура · g8 чорний король · a7 чорний пішак · b7 чорний пішак · c7 чорний пішак · d7 чорний кінь · e7 чорний кінь · g7 чорний пішак · h7 чорний пішак · d6 чорний пішак · d5 білий пішак · c4 білий пішак · e4 білий пішак · f4 чорний пішак · d3 білий кінь · f3 білий кінь · a2 білий пішак · b2 білий пішак · f2 білий пішак · g2 білий слон · h2 білий пішак · a1 біла тура · d1 білий ферзь · f1 біла тура · g1 білий король | a8 чорна тура · c8 чорний слон · d8 чорний ферзь · f8 чорна тура · g8 чорний король · a7 чорний пішак · b7 чорний пішак · c7 чорний пішак · d7 чорний кінь · e7 чорний кінь · g7 чорний пішак · h7 чорний пішак · d6 чорний пішак · d5 білий пішак · c4 білий пішак · e4 білий пішак · f4 чорний пішак · d3 білий кінь · f3 білий кінь · a2 білий пішак · b2 білий пішак · f2 білий пішак · g2 білий слон · h2 білий пішак · a1 біла тура · d1 білий ферзь · f1 біла тура · g1 білий король | a8 чорна тура · c8 чорний слон · d8 чорний ферзь · f8 чорна тура · g8 чорний король · a7 чорний пішак · b7 чорний пішак · c7 чорний пішак · d7 чорний кінь · e7 чорний кінь · g7 чорний пішак · h7 чорний пішак · d6 чорний пішак · d5 білий пішак · c4 білий пішак · e4 білий пішак · f4 чорний пішак · d3 білий кінь · f3 білий кінь · a2 білий пішак · b2 білий пішак · f2 білий пішак · g2 білий слон · h2 білий пішак · a1 біла тура · d1 білий ферзь · f1 біла тура · g1 білий король | a8 чорна тура · c8 чорний слон · d8 чорний ферзь · f8 чорна тура · g8 чорний король · a7 чорний пішак · b7 чорний пішак · c7 чорний пішак · d7 чорний кінь · e7 чорний кінь · g7 чорний пішак · h7 чорний пішак · d6 чорний пішак · d5 білий пішак · c4 білий пішак · e4 білий пішак · f4 чорний пішак · d3 білий кінь · f3 білий кінь · a2 білий пішак · b2 білий пішак · f2 білий пішак · g2 білий слон · h2 білий пішак · a1 біла тура · d1 білий ферзь · f1 біла тура · g1 білий король | a8 чорна тура · c8 чорний слон · d8 чорний ферзь · f8 чорна тура · g8 чорний король · a7 чорний пішак · b7 чорний пішак · c7 чорний пішак · d7 чорний кінь · e7 чорний кінь · g7 чорний пішак · h7 чорний пішак · d6 чорний пішак · d5 білий пішак · c4 білий пішак · e4 білий пішак · f4 чорний пішак · d3 білий кінь · f3 білий кінь · a2 білий пішак · b2 білий пішак · f2 білий пішак · g2 білий слон · h2 білий пішак · a1 біла тура · d1 білий ферзь · f1 біла тура · g1 білий король | a8 чорна тура · c8 чорний слон · d8 чорний ферзь · f8 чорна тура · g8 чорний король · a7 чорний пішак · b7 чорний пішак · c7 чорний пішак · d7 чорний кінь · e7 чорний кінь · g7 чорний пішак · h7 чорний пішак · d6 чорний пішак · d5 білий пішак · c4 білий пішак · e4 білий пішак · f4 чорний пішак · d3 білий кінь · f3 білий кінь · a2 білий пішак · b2 білий пішак · f2 білий пішак · g2 білий слон · h2 білий пішак · a1 біла тура · d1 білий ферзь · f1 біла тура · g1 білий король | a8 чорна тура · c8 чорний слон · d8 чорний ферзь · f8 чорна тура · g8 чорний король · a7 чорний пішак · b7 чорний пішак · c7 чорний пішак · d7 чорний кінь · e7 чорний кінь · g7 чорний пішак · h7 чорний пішак · d6 чорний пішак · d5 білий пішак · c4 білий пішак · e4 білий пішак · f4 чорний пішак · d3 білий кінь · f3 білий кінь · a2 білий пішак · b2 білий пішак · f2 білий пішак · g2 білий слон · h2 білий пішак · a1 біла тура · d1 білий ферзь · f1 біла тура · g1 білий король | a8 чорна тура · c8 чорний слон · d8 чорний ферзь · f8 чорна тура · g8 чорний король · a7 чорний пішак · b7 чорний пішак · c7 чорний пішак · d7 чорний кінь · e7 чорний кінь · g7 чорний пішак · h7 чорний пішак · d6 чорний пішак · d5 білий пішак · c4 білий пішак · e4 білий пішак · f4 чорний пішак · d3 білий кінь · f3 білий кінь · a2 білий пішак · b2 білий пішак · f2 білий пішак · g2 білий слон · h2 білий пішак · a1 біла тура · d1 білий ферзь · f1 біла тура · g1 білий король | 6 |
| 5 | a8 чорна тура · c8 чорний слон · d8 чорний ферзь · f8 чорна тура · g8 чорний король · a7 чорний пішак · b7 чорний пішак · c7 чорний пішак · d7 чорний кінь · e7 чорний кінь · g7 чорний пішак · h7 чорний пішак · d6 чорний пішак · d5 білий пішак · c4 білий пішак · e4 білий пішак · f4 чорний пішак · d3 білий кінь · f3 білий кінь · a2 білий пішак · b2 білий пішак · f2 білий пішак · g2 білий слон · h2 білий пішак · a1 біла тура · d1 білий ферзь · f1 біла тура · g1 білий король | a8 чорна тура · c8 чорний слон · d8 чорний ферзь · f8 чорна тура · g8 чорний король · a7 чорний пішак · b7 чорний пішак · c7 чорний пішак · d7 чорний кінь · e7 чорний кінь · g7 чорний пішак · h7 чорний пішак · d6 чорний пішак · d5 білий пішак · c4 білий пішак · e4 білий пішак · f4 чорний пішак · d3 білий кінь · f3 білий кінь · a2 білий пішак · b2 білий пішак · f2 білий пішак · g2 білий слон · h2 білий пішак · a1 біла тура · d1 білий ферзь · f1 біла тура · g1 білий король | a8 чорна тура · c8 чорний слон · d8 чорний ферзь · f8 чорна тура · g8 чорний король · a7 чорний пішак · b7 чорний пішак · c7 чорний пішак · d7 чорний кінь · e7 чорний кінь · g7 чорний пішак · h7 чорний пішак · d6 чорний пішак · d5 білий пішак · c4 білий пішак · e4 білий пішак · f4 чорний пішак · d3 білий кінь · f3 білий кінь · a2 білий пішак · b2 білий пішак · f2 білий пішак · g2 білий слон · h2 білий пішак · a1 біла тура · d1 білий ферзь · f1 біла тура · g1 білий король | a8 чорна тура · c8 чорний слон · d8 чорний ферзь · f8 чорна тура · g8 чорний король · a7 чорний пішак · b7 чорний пішак · c7 чорний пішак · d7 чорний кінь · e7 чорний кінь · g7 чорний пішак · h7 чорний пішак · d6 чорний пішак · d5 білий пішак · c4 білий пішак · e4 білий пішак · f4 чорний пішак · d3 білий кінь · f3 білий кінь · a2 білий пішак · b2 білий пішак · f2 білий пішак · g2 білий слон · h2 білий пішак · a1 біла тура · d1 білий ферзь · f1 біла тура · g1 білий король | a8 чорна тура · c8 чорний слон · d8 чорний ферзь · f8 чорна тура · g8 чорний король · a7 чорний пішак · b7 чорний пішак · c7 чорний пішак · d7 чорний кінь · e7 чорний кінь · g7 чорний пішак · h7 чорний пішак · d6 чорний пішак · d5 білий пішак · c4 білий пішак · e4 білий пішак · f4 чорний пішак · d3 білий кінь · f3 білий кінь · a2 білий пішак · b2 білий пішак · f2 білий пішак · g2 білий слон · h2 білий пішак · a1 біла тура · d1 білий ферзь · f1 біла тура · g1 білий король | a8 чорна тура · c8 чорний слон · d8 чорний ферзь · f8 чорна тура · g8 чорний король · a7 чорний пішак · b7 чорний пішак · c7 чорний пішак · d7 чорний кінь · e7 чорний кінь · g7 чорний пішак · h7 чорний пішак · d6 чорний пішак · d5 білий пішак · c4 білий пішак · e4 білий пішак · f4 чорний пішак · d3 білий кінь · f3 білий кінь · a2 білий пішак · b2 білий пішак · f2 білий пішак · g2 білий слон · h2 білий пішак · a1 біла тура · d1 білий ферзь · f1 біла тура · g1 білий король | a8 чорна тура · c8 чорний слон · d8 чорний ферзь · f8 чорна тура · g8 чорний король · a7 чорний пішак · b7 чорний пішак · c7 чорний пішак · d7 чорний кінь · e7 чорний кінь · g7 чорний пішак · h7 чорний пішак · d6 чорний пішак · d5 білий пішак · c4 білий пішак · e4 білий пішак · f4 чорний пішак · d3 білий кінь · f3 білий кінь · a2 білий пішак · b2 білий пішак · f2 білий пішак · g2 білий слон · h2 білий пішак · a1 біла тура · d1 білий ферзь · f1 біла тура · g1 білий король | a8 чорна тура · c8 чорний слон · d8 чорний ферзь · f8 чорна тура · g8 чорний король · a7 чорний пішак · b7 чорний пішак · c7 чорний пішак · d7 чорний кінь · e7 чорний кінь · g7 чорний пішак · h7 чорний пішак · d6 чорний пішак · d5 білий пішак · c4 білий пішак · e4 білий пішак · f4 чорний пішак · d3 білий кінь · f3 білий кінь · a2 білий пішак · b2 білий пішак · f2 білий пішак · g2 білий слон · h2 білий пішак · a1 біла тура · d1 білий ферзь · f1 біла тура · g1 білий король | 5 |
| 4 | a8 чорна тура · c8 чорний слон · d8 чорний ферзь · f8 чорна тура · g8 чорний король · a7 чорний пішак · b7 чорний пішак · c7 чорний пішак · d7 чорний кінь · e7 чорний кінь · g7 чорний пішак · h7 чорний пішак · d6 чорний пішак · d5 білий пішак · c4 білий пішак · e4 білий пішак · f4 чорний пішак · d3 білий кінь · f3 білий кінь · a2 білий пішак · b2 білий пішак · f2 білий пішак · g2 білий слон · h2 білий пішак · a1 біла тура · d1 білий ферзь · f1 біла тура · g1 білий король | a8 чорна тура · c8 чорний слон · d8 чорний ферзь · f8 чорна тура · g8 чорний король · a7 чорний пішак · b7 чорний пішак · c7 чорний пішак · d7 чорний кінь · e7 чорний кінь · g7 чорний пішак · h7 чорний пішак · d6 чорний пішак · d5 білий пішак · c4 білий пішак · e4 білий пішак · f4 чорний пішак · d3 білий кінь · f3 білий кінь · a2 білий пішак · b2 білий пішак · f2 білий пішак · g2 білий слон · h2 білий пішак · a1 біла тура · d1 білий ферзь · f1 біла тура · g1 білий король | a8 чорна тура · c8 чорний слон · d8 чорний ферзь · f8 чорна тура · g8 чорний король · a7 чорний пішак · b7 чорний пішак · c7 чорний пішак · d7 чорний кінь · e7 чорний кінь · g7 чорний пішак · h7 чорний пішак · d6 чорний пішак · d5 білий пішак · c4 білий пішак · e4 білий пішак · f4 чорний пішак · d3 білий кінь · f3 білий кінь · a2 білий пішак · b2 білий пішак · f2 білий пішак · g2 білий слон · h2 білий пішак · a1 біла тура · d1 білий ферзь · f1 біла тура · g1 білий король | a8 чорна тура · c8 чорний слон · d8 чорний ферзь · f8 чорна тура · g8 чорний король · a7 чорний пішак · b7 чорний пішак · c7 чорний пішак · d7 чорний кінь · e7 чорний кінь · g7 чорний пішак · h7 чорний пішак · d6 чорний пішак · d5 білий пішак · c4 білий пішак · e4 білий пішак · f4 чорний пішак · d3 білий кінь · f3 білий кінь · a2 білий пішак · b2 білий пішак · f2 білий пішак · g2 білий слон · h2 білий пішак · a1 біла тура · d1 білий ферзь · f1 біла тура · g1 білий король | a8 чорна тура · c8 чорний слон · d8 чорний ферзь · f8 чорна тура · g8 чорний король · a7 чорний пішак · b7 чорний пішак · c7 чорний пішак · d7 чорний кінь · e7 чорний кінь · g7 чорний пішак · h7 чорний пішак · d6 чорний пішак · d5 білий пішак · c4 білий пішак · e4 білий пішак · f4 чорний пішак · d3 білий кінь · f3 білий кінь · a2 білий пішак · b2 білий пішак · f2 білий пішак · g2 білий слон · h2 білий пішак · a1 біла тура · d1 білий ферзь · f1 біла тура · g1 білий король | a8 чорна тура · c8 чорний слон · d8 чорний ферзь · f8 чорна тура · g8 чорний король · a7 чорний пішак · b7 чорний пішак · c7 чорний пішак · d7 чорний кінь · e7 чорний кінь · g7 чорний пішак · h7 чорний пішак · d6 чорний пішак · d5 білий пішак · c4 білий пішак · e4 білий пішак · f4 чорний пішак · d3 білий кінь · f3 білий кінь · a2 білий пішак · b2 білий пішак · f2 білий пішак · g2 білий слон · h2 білий пішак · a1 біла тура · d1 білий ферзь · f1 біла тура · g1 білий король | a8 чорна тура · c8 чорний слон · d8 чорний ферзь · f8 чорна тура · g8 чорний король · a7 чорний пішак · b7 чорний пішак · c7 чорний пішак · d7 чорний кінь · e7 чорний кінь · g7 чорний пішак · h7 чорний пішак · d6 чорний пішак · d5 білий пішак · c4 білий пішак · e4 білий пішак · f4 чорний пішак · d3 білий кінь · f3 білий кінь · a2 білий пішак · b2 білий пішак · f2 білий пішак · g2 білий слон · h2 білий пішак · a1 біла тура · d1 білий ферзь · f1 біла тура · g1 білий король | a8 чорна тура · c8 чорний слон · d8 чорний ферзь · f8 чорна тура · g8 чорний король · a7 чорний пішак · b7 чорний пішак · c7 чорний пішак · d7 чорний кінь · e7 чорний кінь · g7 чорний пішак · h7 чорний пішак · d6 чорний пішак · d5 білий пішак · c4 білий пішак · e4 білий пішак · f4 чорний пішак · d3 білий кінь · f3 білий кінь · a2 білий пішак · b2 білий пішак · f2 білий пішак · g2 білий слон · h2 білий пішак · a1 біла тура · d1 білий ферзь · f1 біла тура · g1 білий король | 4 |
| 3 | a8 чорна тура · c8 чорний слон · d8 чорний ферзь · f8 чорна тура · g8 чорний король · a7 чорний пішак · b7 чорний пішак · c7 чорний пішак · d7 чорний кінь · e7 чорний кінь · g7 чорний пішак · h7 чорний пішак · d6 чорний пішак · d5 білий пішак · c4 білий пішак · e4 білий пішак · f4 чорний пішак · d3 білий кінь · f3 білий кінь · a2 білий пішак · b2 білий пішак · f2 білий пішак · g2 білий слон · h2 білий пішак · a1 біла тура · d1 білий ферзь · f1 біла тура · g1 білий король | a8 чорна тура · c8 чорний слон · d8 чорний ферзь · f8 чорна тура · g8 чорний король · a7 чорний пішак · b7 чорний пішак · c7 чорний пішак · d7 чорний кінь · e7 чорний кінь · g7 чорний пішак · h7 чорний пішак · d6 чорний пішак · d5 білий пішак · c4 білий пішак · e4 білий пішак · f4 чорний пішак · d3 білий кінь · f3 білий кінь · a2 білий пішак · b2 білий пішак · f2 білий пішак · g2 білий слон · h2 білий пішак · a1 біла тура · d1 білий ферзь · f1 біла тура · g1 білий король | a8 чорна тура · c8 чорний слон · d8 чорний ферзь · f8 чорна тура · g8 чорний король · a7 чорний пішак · b7 чорний пішак · c7 чорний пішак · d7 чорний кінь · e7 чорний кінь · g7 чорний пішак · h7 чорний пішак · d6 чорний пішак · d5 білий пішак · c4 білий пішак · e4 білий пішак · f4 чорний пішак · d3 білий кінь · f3 білий кінь · a2 білий пішак · b2 білий пішак · f2 білий пішак · g2 білий слон · h2 білий пішак · a1 біла тура · d1 білий ферзь · f1 біла тура · g1 білий король | a8 чорна тура · c8 чорний слон · d8 чорний ферзь · f8 чорна тура · g8 чорний король · a7 чорний пішак · b7 чорний пішак · c7 чорний пішак · d7 чорний кінь · e7 чорний кінь · g7 чорний пішак · h7 чорний пішак · d6 чорний пішак · d5 білий пішак · c4 білий пішак · e4 білий пішак · f4 чорний пішак · d3 білий кінь · f3 білий кінь · a2 білий пішак · b2 білий пішак · f2 білий пішак · g2 білий слон · h2 білий пішак · a1 біла тура · d1 білий ферзь · f1 біла тура · g1 білий король | a8 чорна тура · c8 чорний слон · d8 чорний ферзь · f8 чорна тура · g8 чорний король · a7 чорний пішак · b7 чорний пішак · c7 чорний пішак · d7 чорний кінь · e7 чорний кінь · g7 чорний пішак · h7 чорний пішак · d6 чорний пішак · d5 білий пішак · c4 білий пішак · e4 білий пішак · f4 чорний пішак · d3 білий кінь · f3 білий кінь · a2 білий пішак · b2 білий пішак · f2 білий пішак · g2 білий слон · h2 білий пішак · a1 біла тура · d1 білий ферзь · f1 біла тура · g1 білий король | a8 чорна тура · c8 чорний слон · d8 чорний ферзь · f8 чорна тура · g8 чорний король · a7 чорний пішак · b7 чорний пішак · c7 чорний пішак · d7 чорний кінь · e7 чорний кінь · g7 чорний пішак · h7 чорний пішак · d6 чорний пішак · d5 білий пішак · c4 білий пішак · e4 білий пішак · f4 чорний пішак · d3 білий кінь · f3 білий кінь · a2 білий пішак · b2 білий пішак · f2 білий пішак · g2 білий слон · h2 білий пішак · a1 біла тура · d1 білий ферзь · f1 біла тура · g1 білий король | a8 чорна тура · c8 чорний слон · d8 чорний ферзь · f8 чорна тура · g8 чорний король · a7 чорний пішак · b7 чорний пішак · c7 чорний пішак · d7 чорний кінь · e7 чорний кінь · g7 чорний пішак · h7 чорний пішак · d6 чорний пішак · d5 білий пішак · c4 білий пішак · e4 білий пішак · f4 чорний пішак · d3 білий кінь · f3 білий кінь · a2 білий пішак · b2 білий пішак · f2 білий пішак · g2 білий слон · h2 білий пішак · a1 біла тура · d1 білий ферзь · f1 біла тура · g1 білий король | a8 чорна тура · c8 чорний слон · d8 чорний ферзь · f8 чорна тура · g8 чорний король · a7 чорний пішак · b7 чорний пішак · c7 чорний пішак · d7 чорний кінь · e7 чорний кінь · g7 чорний пішак · h7 чорний пішак · d6 чорний пішак · d5 білий пішак · c4 білий пішак · e4 білий пішак · f4 чорний пішак · d3 білий кінь · f3 білий кінь · a2 білий пішак · b2 білий пішак · f2 білий пішак · g2 білий слон · h2 білий пішак · a1 біла тура · d1 білий ферзь · f1 біла тура · g1 білий король | 3 |
| 2 | a8 чорна тура · c8 чорний слон · d8 чорний ферзь · f8 чорна тура · g8 чорний король · a7 чорний пішак · b7 чорний пішак · c7 чорний пішак · d7 чорний кінь · e7 чорний кінь · g7 чорний пішак · h7 чорний пішак · d6 чорний пішак · d5 білий пішак · c4 білий пішак · e4 білий пішак · f4 чорний пішак · d3 білий кінь · f3 білий кінь · a2 білий пішак · b2 білий пішак · f2 білий пішак · g2 білий слон · h2 білий пішак · a1 біла тура · d1 білий ферзь · f1 біла тура · g1 білий король | a8 чорна тура · c8 чорний слон · d8 чорний ферзь · f8 чорна тура · g8 чорний король · a7 чорний пішак · b7 чорний пішак · c7 чорний пішак · d7 чорний кінь · e7 чорний кінь · g7 чорний пішак · h7 чорний пішак · d6 чорний пішак · d5 білий пішак · c4 білий пішак · e4 білий пішак · f4 чорний пішак · d3 білий кінь · f3 білий кінь · a2 білий пішак · b2 білий пішак · f2 білий пішак · g2 білий слон · h2 білий пішак · a1 біла тура · d1 білий ферзь · f1 біла тура · g1 білий король | a8 чорна тура · c8 чорний слон · d8 чорний ферзь · f8 чорна тура · g8 чорний король · a7 чорний пішак · b7 чорний пішак · c7 чорний пішак · d7 чорний кінь · e7 чорний кінь · g7 чорний пішак · h7 чорний пішак · d6 чорний пішак · d5 білий пішак · c4 білий пішак · e4 білий пішак · f4 чорний пішак · d3 білий кінь · f3 білий кінь · a2 білий пішак · b2 білий пішак · f2 білий пішак · g2 білий слон · h2 білий пішак · a1 біла тура · d1 білий ферзь · f1 біла тура · g1 білий король | a8 чорна тура · c8 чорний слон · d8 чорний ферзь · f8 чорна тура · g8 чорний король · a7 чорний пішак · b7 чорний пішак · c7 чорний пішак · d7 чорний кінь · e7 чорний кінь · g7 чорний пішак · h7 чорний пішак · d6 чорний пішак · d5 білий пішак · c4 білий пішак · e4 білий пішак · f4 чорний пішак · d3 білий кінь · f3 білий кінь · a2 білий пішак · b2 білий пішак · f2 білий пішак · g2 білий слон · h2 білий пішак · a1 біла тура · d1 білий ферзь · f1 біла тура · g1 білий король | a8 чорна тура · c8 чорний слон · d8 чорний ферзь · f8 чорна тура · g8 чорний король · a7 чорний пішак · b7 чорний пішак · c7 чорний пішак · d7 чорний кінь · e7 чорний кінь · g7 чорний пішак · h7 чорний пішак · d6 чорний пішак · d5 білий пішак · c4 білий пішак · e4 білий пішак · f4 чорний пішак · d3 білий кінь · f3 білий кінь · a2 білий пішак · b2 білий пішак · f2 білий пішак · g2 білий слон · h2 білий пішак · a1 біла тура · d1 білий ферзь · f1 біла тура · g1 білий король | a8 чорна тура · c8 чорний слон · d8 чорний ферзь · f8 чорна тура · g8 чорний король · a7 чорний пішак · b7 чорний пішак · c7 чорний пішак · d7 чорний кінь · e7 чорний кінь · g7 чорний пішак · h7 чорний пішак · d6 чорний пішак · d5 білий пішак · c4 білий пішак · e4 білий пішак · f4 чорний пішак · d3 білий кінь · f3 білий кінь · a2 білий пішак · b2 білий пішак · f2 білий пішак · g2 білий слон · h2 білий пішак · a1 біла тура · d1 білий ферзь · f1 біла тура · g1 білий король | a8 чорна тура · c8 чорний слон · d8 чорний ферзь · f8 чорна тура · g8 чорний король · a7 чорний пішак · b7 чорний пішак · c7 чорний пішак · d7 чорний кінь · e7 чорний кінь · g7 чорний пішак · h7 чорний пішак · d6 чорний пішак · d5 білий пішак · c4 білий пішак · e4 білий пішак · f4 чорний пішак · d3 білий кінь · f3 білий кінь · a2 білий пішак · b2 білий пішак · f2 білий пішак · g2 білий слон · h2 білий пішак · a1 біла тура · d1 білий ферзь · f1 біла тура · g1 білий король | a8 чорна тура · c8 чорний слон · d8 чорний ферзь · f8 чорна тура · g8 чорний король · a7 чорний пішак · b7 чорний пішак · c7 чорний пішак · d7 чорний кінь · e7 чорний кінь · g7 чорний пішак · h7 чорний пішак · d6 чорний пішак · d5 білий пішак · c4 білий пішак · e4 білий пішак · f4 чорний пішак · d3 білий кінь · f3 білий кінь · a2 білий пішак · b2 білий пішак · f2 білий пішак · g2 білий слон · h2 білий пішак · a1 біла тура · d1 білий ферзь · f1 біла тура · g1 білий король | 2 |
| 1 | a8 чорна тура · c8 чорний слон · d8 чорний ферзь · f8 чорна тура · g8 чорний король · a7 чорний пішак · b7 чорний пішак · c7 чорний пішак · d7 чорний кінь · e7 чорний кінь · g7 чорний пішак · h7 чорний пішак · d6 чорний пішак · d5 білий пішак · c4 білий пішак · e4 білий пішак · f4 чорний пішак · d3 білий кінь · f3 білий кінь · a2 білий пішак · b2 білий пішак · f2 білий пішак · g2 білий слон · h2 білий пішак · a1 біла тура · d1 білий ферзь · f1 біла тура · g1 білий король | a8 чорна тура · c8 чорний слон · d8 чорний ферзь · f8 чорна тура · g8 чорний король · a7 чорний пішак · b7 чорний пішак · c7 чорний пішак · d7 чорний кінь · e7 чорний кінь · g7 чорний пішак · h7 чорний пішак · d6 чорний пішак · d5 білий пішак · c4 білий пішак · e4 білий пішак · f4 чорний пішак · d3 білий кінь · f3 білий кінь · a2 білий пішак · b2 білий пішак · f2 білий пішак · g2 білий слон · h2 білий пішак · a1 біла тура · d1 білий ферзь · f1 біла тура · g1 білий король | a8 чорна тура · c8 чорний слон · d8 чорний ферзь · f8 чорна тура · g8 чорний король · a7 чорний пішак · b7 чорний пішак · c7 чорний пішак · d7 чорний кінь · e7 чорний кінь · g7 чорний пішак · h7 чорний пішак · d6 чорний пішак · d5 білий пішак · c4 білий пішак · e4 білий пішак · f4 чорний пішак · d3 білий кінь · f3 білий кінь · a2 білий пішак · b2 білий пішак · f2 білий пішак · g2 білий слон · h2 білий пішак · a1 біла тура · d1 білий ферзь · f1 біла тура · g1 білий король | a8 чорна тура · c8 чорний слон · d8 чорний ферзь · f8 чорна тура · g8 чорний король · a7 чорний пішак · b7 чорний пішак · c7 чорний пішак · d7 чорний кінь · e7 чорний кінь · g7 чорний пішак · h7 чорний пішак · d6 чорний пішак · d5 білий пішак · c4 білий пішак · e4 білий пішак · f4 чорний пішак · d3 білий кінь · f3 білий кінь · a2 білий пішак · b2 білий пішак · f2 білий пішак · g2 білий слон · h2 білий пішак · a1 біла тура · d1 білий ферзь · f1 біла тура · g1 білий король | a8 чорна тура · c8 чорний слон · d8 чорний ферзь · f8 чорна тура · g8 чорний король · a7 чорний пішак · b7 чорний пішак · c7 чорний пішак · d7 чорний кінь · e7 чорний кінь · g7 чорний пішак · h7 чорний пішак · d6 чорний пішак · d5 білий пішак · c4 білий пішак · e4 білий пішак · f4 чорний пішак · d3 білий кінь · f3 білий кінь · a2 білий пішак · b2 білий пішак · f2 білий пішак · g2 білий слон · h2 білий пішак · a1 біла тура · d1 білий ферзь · f1 біла тура · g1 білий король | a8 чорна тура · c8 чорний слон · d8 чорний ферзь · f8 чорна тура · g8 чорний король · a7 чорний пішак · b7 чорний пішак · c7 чорний пішак · d7 чорний кінь · e7 чорний кінь · g7 чорний пішак · h7 чорний пішак · d6 чорний пішак · d5 білий пішак · c4 білий пішак · e4 білий пішак · f4 чорний пішак · d3 білий кінь · f3 білий кінь · a2 білий пішак · b2 білий пішак · f2 білий пішак · g2 білий слон · h2 білий пішак · a1 біла тура · d1 білий ферзь · f1 біла тура · g1 білий король | a8 чорна тура · c8 чорний слон · d8 чорний ферзь · f8 чорна тура · g8 чорний король · a7 чорний пішак · b7 чорний пішак · c7 чорний пішак · d7 чорний кінь · e7 чорний кінь · g7 чорний пішак · h7 чорний пішак · d6 чорний пішак · d5 білий пішак · c4 білий пішак · e4 білий пішак · f4 чорний пішак · d3 білий кінь · f3 білий кінь · a2 білий пішак · b2 білий пішак · f2 білий пішак · g2 білий слон · h2 білий пішак · a1 біла тура · d1 білий ферзь · f1 біла тура · g1 білий король | a8 чорна тура · c8 чорний слон · d8 чорний ферзь · f8 чорна тура · g8 чорний король · a7 чорний пішак · b7 чорний пішак · c7 чорний пішак · d7 чорний кінь · e7 чорний кінь · g7 чорний пішак · h7 чорний пішак · d6 чорний пішак · d5 білий пішак · c4 білий пішак · e4 білий пішак · f4 чорний пішак · d3 білий кінь · f3 білий кінь · a2 білий пішак · b2 білий пішак · f2 білий пішак · g2 білий слон · h2 білий пішак · a1 біла тура · d1 білий ферзь · f1 біла тура · g1 білий король | 1 |
|   | a | b | c | d | e | f | g | h |   |

Слабкість чорних полів у центрі яскраво виражена. Левенфіш її чітко використовує, посилаючи на сильний пункт e5 усі свої фігури одну за іншою:
1… Кg6! 2. Лс1 Фе7 3. Ле1 Ке5 4. К: е5 К: е5. Чорні закріпили коня на слабкому для суперника пункті.
5. f3. Білі ослабили ще одну групу чорних полів.
5… b6 6. К: е5 Ф: е5. На слабке для білих поле прийшов ферзь, зайнявши домінантне положення.
7. Фd2 Сd7 8. Фс3 Лfе8 9. Ф: е5 Л: e5 10. a3 a5 11. b3 Крf7!
В ендшпілі слабкі поля дозволяють чорним швидко проникнути королем у табір суперника, що й вирішує результат гри.
12. Крf2 Крf6 13. Кре2 Лh5 14. Лh1 Кре5! Сам король закріпився на слабкому полі. Тепер чорні тільки чекають зручного моменту для проникнення королем у табір білих. Слабкість чорних полів для білих виявилася фатальною.
15. Крd3 h6 16. h3 Лg5 17. Лh2 Лg3 18. h4 Лg8 19. Кре2 g5 20. hg hg 21. Крf2 g4 22. Лh5 Крd4. Вирішальний момент настав — король вривається по слабких полях.
23. Лd1 Крс3! 24. Лh7 gf 25. Сf1 Крс2 26. Лd3 Сh3 27. Л: f3 Л: f3 28. Кр: f3 З: f1. Білі здалися.

## Звільнення від слабких полів
Відому задачу являє собою проблема звільнення від слабких пунктів, оскільки, як правило, це хронічний недолік пішакової структури, і, внаслідок скутості пішаків, усієї позиції. Звільнення може досягатись, приміром, підведенням до захисту слабкого пункту пішака з сусідньої вертикалі шляхом побиття ворожої фігури або пішака, або посиленим фігурним контролем над слабким пунктом.